# Levulinezuur
Levulinezuur, of volgens de systematische naamgeving 4-oxopentaanzuur, is een organische verbinding met als brutoformule C5H8O3. Het is een voorbeeld van een γ-ketocarbonzuur. Levulinezuur komt in de natuur voor. De zuivere stof komt voor als een kleurloze tot witte kristallijne vaste stof, die oplosbaar is in water, ethanol en di-ethylether.

## Synthese
Levulinezuur kan bereid worden door levulose, inuline of zetmeel te behandelen met geconcentreerd zoutzuur en het mengsel te verhitten.

## Toepassingen
Levulinezuur wordt op industriële schaal toegepast bij de productie van nylons, synthetisch rubber, plastics en als bouwsteen voor geneesmiddelen. Het is een intermediair bij de productie van methyltetrahydrofuraan, valerolacton en ethyllevulinaat.